# Varash
Varash (em ucraniano:  Вараш), de 1977 até 2016: Kuznetsovsk (em ucraniano:  Кузнецо́вськ) é uma cidade da Ucrânia, situada no Oblast de Rivne. Tem 11,3 km² de área e sua população em 2020 foi estimada em 42.246 habitantes.
Em 19 de maio de 2016, o Verkhovna Rada decidiu renomear Kuznetsovsk para Varash, em conformidade com a lei de Descomunização na Ucrânia.